# Puerta OR
| INPUT | INPUT | OUTPUT |
| 0     | 0     | 0      |
| 0     | 1     | 1      |
| 1     | 0     | 1      |
| 1     | 1     | 1      |

La puerta OR o compuerta OR es una puerta lógica digital que implementa la disyunción lógica, se comporta de acuerdo a la tabla de verdad mostrada a la derecha. Cuando todas sus entradas están en 0 (cero) o en BAJA, su salida está en 0 o en BAJA, mientras que cuando al menos una o ambas entradas están en 1 o en ALTA, su SALIDA va a estar en 1 o en ALTA. En otro sentido, la función de la compuerta OR efectivamente encuentra el máximo entre dos dígitos binarios, así como la función AND encuentra el mínimo.
Se puede ver claramente que la salida X solamente es "0" (0 lógico, nivel bajo) cuando la entrada A como la entrada B están en "0". En otras palabras la salida X es igual a 0 cuando la entrada A y la entrada B son 0.
La expresión matemática es: Output =  a+b

## Símbolos
Hay tres símbolos para las puertas OR: el símbolo Americano (ANSI o "militar") y el símbolo IEC ("europeo" o "rectangular"), así como el obsoleto símbolo DIN. Para obtener más información, véase Puerta lógica.

Este diagrama esquemático muestra la disposición de puertas OR dentro de un circuito integrado CMOS 4071 estándar.

|                          |             |             |
| Símbolo ANSI o "Militar" | Símbolo IEC | Símbolo DIN |

## Descripción del hardware y configuración de pines
Las puertas OR son puertas lógicas básicas, y como tales están disponibles en TTL y familias lógicas de CI CMOS. La serie estándar 4000 de los CI CMOS es el 4071, que incluye cuatro puertas OR independientes de dos entradas. La versión tradicional TTL es el 7432. Existen muchas ramas de la puerta OR 7432 original. Todas tienen el mismo pinout pero diferente arquitectura interna, que les permite operar en diferentes rangos de voltaje y/o a velocidades más altas. En adición a la puerta OR estándar de 2-entradas, también están disponibles puertas OR de 3 y 4 entradas. En la serie CMOS, estas son:
- 4075: Puerta OR triple de 3 entradas
- 4072: Puerta OR dual de 4 entradas

Las variaciones TTL incluyen:
- 74LS32: Puerta OR cuádruple de 2 entradas (de baja potencia versión Schottky)
- 74HC32: Puerta OR cuádruple de 2 entradas (versión CMOS de alta velocidad) - tiene menor consumo de corriente / mayor rango de voltaje
- 74LVC32: Versión CMOS de bajo voltaje de la misma.

## Descripción del lenguaje hardware
módulo (a, b, c); de entrada a, b; c salida; o (c, a, b); fin;

## Implementaciones
|  |  |  |  |

### Alternativas
En caso de no estar disponibles puertas OR específicas, se puede hacer de NAND o NOT en la configuración que se muestra en la imagen a la derecha de este texto. Cualquier puerta lógica se puede hacer a partir de una combinación de puertas NOR o NAND.
| Construcción de NAND | Construcción de NOR |
| -------------------- | ------------------- |
|                      |                     |

## OR cableado

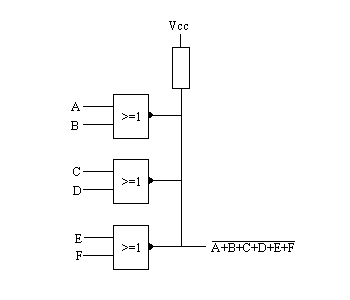
Puerta OR cableada utilizando puertas NOR de colector abierto

Con el colector abierto bajo activo, tal como se utiliza para señales de control en muchos circuitos, una función OR puede ser producida por el cableado junto con varias salidas. Este arreglo se llama OR cableado. Esta implementación de una función OR  también se encuentra típicamente en los circuitos integrados de N o en los procesos de transistor solo de tipo P.